# Anthurium bayae
Anthurium bayae är en kallaväxtart som beskrevs av Thomas Bernard Croat. Anthurium bayae ingår i släktet Anthurium och familjen kallaväxter. Inga underarter finns listade.